# Europejski Festiwal Lekkoatletyczny 2006
6. Europejski Festiwal Lekkoatletyczny Bydgoszcz Cup – międzynarodowy mityng lekkoatletyczny, który odbył się 1 czerwca 2006 na stadionie im. Zdzisława Krzyszkowiaka w Bydgoszczy.

## Rezultaty

### Mężczyźni
| Konkurencja:                  | 1. miejsce            | Rezultat | 2. miejsce              | Rezultat | 3. miejsce                         | Rezultat   |
| Bieg na 200 m                 | Marcin Jędrusiński    | 20,95    | Till Helmke             | 21,12    | Chris Lambert                      | 21,30      |
| Bieg na 400 m                 | Marcin Marciniszyn    | 46,44    | Piotr Kędzia            | 46,56    | Piotr Klimczak                     | 46,59      |
| Bieg na 800 m                 | Joseph Mutua          | 1:47,22  | Grzegorz Krzosek        | 1:47,83  | Yared Shegumo                      | 1:48,03 SB |
| Bieg na 110 m przez płotki    | Staņislavs Olijars    | 13,61    | Tomasz Ścigaczewski     | 13,78 SB | Mariusz Kubaszewski                | 13,81      |
| Bieg na 400 m przez płotki    | Rhys Williams         | 49,82    | David Greene            | 49,91 SB | Gianni Carabelli                   | 50,06      |
| Bieg na 3000 m z przeszkodami | Wesley Kiprotich      | 8:21,84  | Richard Mateelong       | 8:21,91  | Wadim Slobodeniuk                  | 8:24,15 PB |
| Skok wzwyż                    | Andriej Tierieszyn    | 2,23     | Aleksander Waleriańczyk | 2,20     | Grzegorz Sposób Sylwester Bednarek | 2,20       |
| Skok o tyczce                 | Przemysław Czerwiński | 5,70     | Fabian Schulze          | 5,60     | Denys Fedas                        | 5,40       |
| Pchnięcie kulą                | Jamie Beyer           | 19,92    | Conny Karlsson          | 19,82    | Mikuláš Konopka                    | 19,62      |
| Rzut dyskiem                  | Zoltán Kővágó         | 66,62    | Piotr Małachowski       | 64,12    | Roland Varga                       | 63,28      |
| Rzut młotem                   | Szymon Ziółkowski     | 79,85    | Wadzim Dziewiatouski    | 79,81    | Krisztián Pars                     | 78,77      |

### Kobiety
| Konkurencja:               | 1. miejsce             | Rezultat | 2. miejsce             | Rezultat   | 3. miejsce        | Rezultat |
| Bieg na 200 m              | Anastasija Kapaczinska | 23,29    | LaVerne Jones-Ferrette | 23,58      | Marta Jeschke     | 24,26    |
| Bieg na 400 m              | Monika Bejnar          | 52,57    | Danijela Grgić         | 52,91      | Kim Wall          | 53,98    |
| Bieg na 1500 m             | Olga Jegorowa          | 4:03,86  | Tetiana Hołowczenko    | 4:05,01 PB | Anna Jakubczak    | 4:10,82  |
| Bieg na 100 m przez płotki | Joanna Kocielnik       | 13,61    | Kaja Tokarska          | 13,91      | Justyna Szulc     | 14,06 SB |
| Bieg na 400 m przez płotki | Anna Jesień            | 55,29    | Marta Chrust-Rożej     | 56,15      | Małgorzata Pskit  | 56,18    |
| Skok o tyczce              | Monika Pyrek           | 4,50     | Anna Rogowska          | 4,40       | Joanna Piwowarska | 4,40     |